# Іздрева (Баришевська сільрада)
Іздрева (рос. Издревая) — населений пункт (тип: залізнична станція) у Новосибірському районі Новосибірської області Російської Федерації.
Входить до складу муніципального утворення Баришевська сільрада. Населення становить 697 осіб (2010).

## Історія
Згідно із законом від 2 червня 2004 року органом місцевого самоврядування є Баришевська сільрада.

## Населення
| 2002 | 2007 | 2010 |
| ---- | ---- | ---- |
| 681  | ↗762 | ↘697 |